# Road Food
Road Food es un álbum de estudio de la banda de rock canadiense The Guess Who, publicado en 1974 por RCA Records. Es el último álbum de la banda en el que participaron los guitarristas Kurt Winter y Donnie McDougall.

## Lista de canciones
1. "Star Baby" – 2:38 (Cummings)
2. "Attila's Blues" – 4:54 (The Guess Who)
3. "Straighten Out" – 2:22 (Cummings, Wallace)
4. "Don't You Want Me" – 2:20 (Cummings)
5. "One Way Road to Hell" – 5:26 (Cummings, Wallace)
6. "Clap for the Wolfman" (con Wolfman Jack) – 4:15 (Cummings, Wallace, Winter)
7. "Pleasin' for Reason" – 3:17 (McDougall, Cummings)
8. "Road Food" – 3:39 (Wallace, Cummings)
9. "Ballad of the Last Five Years" – 7:15 (Cummings)

## Personal
- Burton Cummings – voz, teclados
- Kurt Winter – guitarra, voz
- Don McDougall – guitarra, voz
- Bill Wallace – bajo
- Garry Peterson – batería